# 野口、久津川で爆死
野口、久津川で爆死（のぐち くつかわでばくし）は日本のロックバンド、モーモールルギャバンのデビューアルバム。インディーズ・レーベル「Boundee」より2009年11月11日にリリースされた。

## 解説
- プロデュースはヨシオカトシカズ、ジャケットは中村佑介が手掛けた[1]。
- 第2回CDショップ大賞の「関西ブロック賞」を受賞している[2]。
- ディスクユニオンオリジナル特典として、ライブDVDR「ユキちゃん」付属。

## 収録曲
1. 琵琶湖とメガネと君 (4:33)
2. POP! 烏龍ハイ (4:19)
3. 細胞9 (4:59)
インスト曲。
4. コンタクト (4:25)
5. 君のスカートをめくりたい (3:47)
ヤジマX名義の曲のモーモールルギャバン版
6. ユキちゃん (4:04)
『ユキちゃん』収録曲の再録音版。
7. 野口、久津川で爆死 (3:29)
インスト曲。中盤に丸山による寸劇が挿入されている。
ライブでは寸劇部分で野口の近況を報告している。
8. Ca☆Na (3:58)
9. SOS (3:35)
10. サイケな恋人 (6:47)
ヤジマX名義の曲のモーモールルギャバン版
『サイケな恋人』収録曲の再録音版、曲後半のパンティ・コール以降は「難波CLUB QUATTRO」（2009年）でのライブ録音である[3][4][5]。

（作詞・作曲：モーモールルギャバン）

## 参加メンバー
- ゲイリー・ビッチェ (矢島剛) ：ドラム/ヴォーカル (#1, #2, #5, #6, #8, #9, #10)
- T-マルガリータ (丸山知秀) ：ベース/コーラス
- ポック・ユコ (尾家祐子) ：キーボード/ヴォーカル (#4, #5, #8, #10) /コーラス/銅鑼 (#3, #5, #7, #9, #10)

ゲスト
- パンティ・コール参加していただいた皆様＠難波CLUB QUATTRO on 2009：パンティ・コール (#10)